# Naturwaldzelle Im Brand
Die Naturwaldzelle Im Brand, als Teil des Naturschutzgebiets Buchenwald Dedenborn liegt auf dem Gebiet der Gemeinde Simmerath bei Dedenborn, ist ein Waldgebiet, das nach dem Prinzip der nordrhein-westfälischen Naturwaldzellen nicht forstlich bewirtschaftet wird. Die Größe der Naturwaldzelle Im Brand beträgt 14,6 Hektar.
Diese Naturwaldzelle liegt in der Rureifel, an einem Südhang oberhalb der Ortschaft Erkensruhr, nahe dem oberen Ende des Rurstausees. Der Hügelkamm des Höhenrückens Langerscheid bildet auf 480 bis 500 m ü. NHN die obere Begrenzung der Naturwaldzelle. Das Gelände fällt nach Südosten zum Tal der Erkensruhr über mehrere Hangmulden und Hangabsätze auf 450 m ü. NHN ab. Das Klima ist subatlantisch, die Fläche liegt aber schon im Regenschatten einiger Höhenzüge, weshalb der Jahresniederschlag mit etwa 900 mm geringer ausfällt als noch einige Kilometer weiter westlich. Die Jahresmitteltemperatur liegt bei etwa 7,3 °C. Die Schwankungen von Temperatur und Niederschlag im Jahresverlauf sind recht gering. Das Gebiet gehört zur nördlichen Eifel, als Gesteine kommen Tonschiefer, Bänderschiefer sowie Sand- und Tonstein vor. Über den Gesteinsschichten befindet sich eine Deckschicht aus Fließerden, die aus der Verwitterung unterdevonischer Gesteine und aus Lösslehm entstanden. Diese Solifluktionsschicht hat eine Schichtdicke von über einem Meter. Darüber herrscht eine skelettreiche Braunerde vor, die eine Schichtdicke von 0,35 bis 0,5 m erreicht. Der nur 5 cm dicke Oberboden ist meist etwas podsoliert und weist einen hohen Gehalt an organischer Substanz auf. Die Humusauflage liegt meist als Moder, seltener mullartig vor. Der Nährstoffgehalt des Bodens ist meist nur gering, der pH-Wert liegt im stark sauren Bereich.
Der Bestand lässt sich nicht sicher im Forsteinrichtungswerk von 1859 zuordnen, wahrscheinlich ist er mit dem „Harffer Feuerbrand“ gleichzusetzen. Für diese Fläche sind damals 5- bis 30-jährige Buchen verzeichnet. Der Wald war im 18. Jahrhundert als Plenterwald zur Feuerholzgewinnung bewirtschaftet worden. Einige alte Meiler lassen sich im Bereich der Naturwaldzelle nachweisen. Ebenfalls 1859 ist ein Forstort „Langerscheid“ verzeichnet, mit etwas älteren Buchen, die durch Pflanzung ergänzt wurden. 1906 lässt sich die Fläche der heutigen Naturwaldzelle als 65- bis 80-jähriger Buchenbestand ansprechen, auf den der jetzige Wald zurückzuführen ist.
Der Wald lässt sich heute als Flattergras-Hainsimsen-Buchenwald einordnen, die Pflanzengesellschaft gehört zum Luzulo-Fagetum typicum. Die Rotbuche (Fagus sylvatica) dominiert auf der ganzen Fläche, nur vereinzelt sind Exemplare der Traubeneiche (Quercus petraea) beigemischt. Die Kronenschicht ist fast geschlossen, im Unterwuchs finden sich neben Jungpflanzen der Buche nur wenige Sträucher. An einigen lichten Stellen wachsen Himbeeren (Rubus idaeus), Brombeeren (Rubus fruticosus) und Ebereschen (Sorbus aucuparia). Die krautige Bodenvegetation besteht hauptsächlich aus Weißer Hainsimse (Luzula albida), Waldschwingel (Festuca altissima) und Drahtschmiele (Deschampsia flexuosa). Seltener findet man Flattergras (Milium effusum), Hain-Rispengras (Poa nemoralis) und den Wurmfarn (Dryopteris filix-mas).
Die Naturwaldzelle Im Brand stellt eine relativ intakte Fläche der Flattergras-Ausbildung (Milium effusum-Variante) des weit verbreiteten Hainsimsen-Buchenwaldes dar. Sie eignet sich deshalb für vergleichende ökologische Untersuchungen, etwa mit Nadelholzbeständen.

## Belege
- Landesanstalt für Ökologie, Landschaftsentwicklung und Forstplanung (Hrsg.): Naturwaldzellen in Nordrheinwestfalen. Teil I. 1975. S. 22–215.
- Naturwaldzelle Nr. 02, Im Brand. Landesbetrieb Wald und Holz Nordrhein-Westfalen, abgerufen am 1. Februar 2016.

Koordinaten: 50° 34′ 15″ N, 6° 21′ 47″ O